# Nová Ves nad Váhom
Nová Ves nad Váhom és un poble i municipi d'Eslovàquia que es troba a la regió de Trenčín.

## Història
La primera menció escrita de la vila es remunta al 1419.

## Demografia
| Godina             | 1994 | 2004   | 2014   | 2024   |
| ------------------ | ---- | ------ | ------ | ------ |
| Nombre de persones | 534  | 517    | 542    | 564    |
| Diferència         |      | −3,18% | +4,83% | +4,05% |

| Godina             | 2023 | 2024   |
| ------------------ | ---- | ------ |
| Nombre de persones | 560  | 564    |
| Diferència         |      | +0,71% |